# Lira (district)
Le district de Lira est un district de la région Nord de l'Ouganda. Sa capitale est Lira.

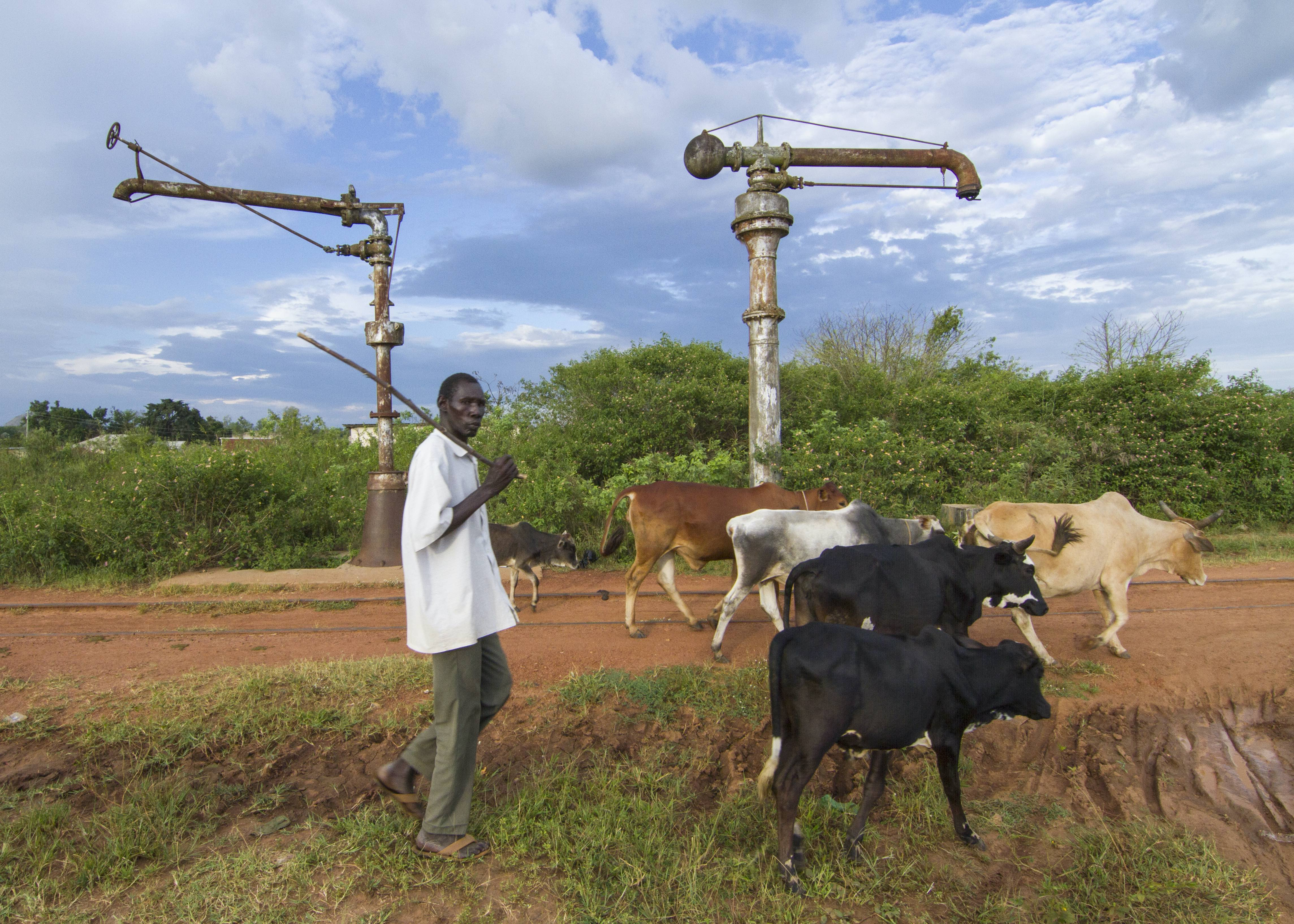
Un homme menant son troupeau le long de la voie ferrée (2018).

## Histoire
Le district a été relativement peu touché par l'insurrection de l'Armée de Résistance du Seigneur avant 2002, quand l'augmentation des violences y a provoqué d'importants déplacements de populations. La situation s'est améliorée à la fin des années 2000, la majorité des habitants regagnant leurs villages d'origine. 
La taille du district a été progressivement réduite par séparation de celui de Dokolo en 2006 et de ceux d'Alebtong et Otuke en 2010.